# Peter den Oudsten
Peter Erick Johan den Oudsten (Leeuwarden, 24 oktober 1951) is een Nederlands bestuurder en politicus van de PvdA.

## Maatschappelijke carrière
Peter den Oudsten begon zijn loopbaan in 1975 als ambtenaar bij de gemeente Enschede op de afdeling voorlichting en in 1979 als plaatsvervangend hoofd op deze afdeling. In 1984 trad hij aan als hoofd in- en externe betrekkingen bij het Provinciaal Energiebedrijf Friesland (later Nuon). In 1991 stapte hij over naar Friesland Foods om hoofd corporate communications te worden.

## Politieke carrière
Vanaf 1997 is hij zich gaan toeleggen op bestuurlijke functies, te beginnen met het wethouderschap in Leeuwarden. Van juli 1998 tot maart 1999 was hij waarnemend burgemeester. Van 2001 tot 2005 vervulde hij het burgemeestersambt in de gemeente Meppel.

## Burgemeester van Enschede
Op 1 mei 2005 volgde hij Jan Mans op als burgemeester van Enschede. Na zijn vertrek naar Groningen werd als waarnemend burgemeester in Enschede Fred de Graaf benoemd.
Den Oudsten was bestuursvoorzitter van Regio Twente (WGR+ regio), waarbinnen gemeenten, provincies en bedrijven samenwerken aan de economische, sociale en ruimtelijke ontwikkeling van Twente.

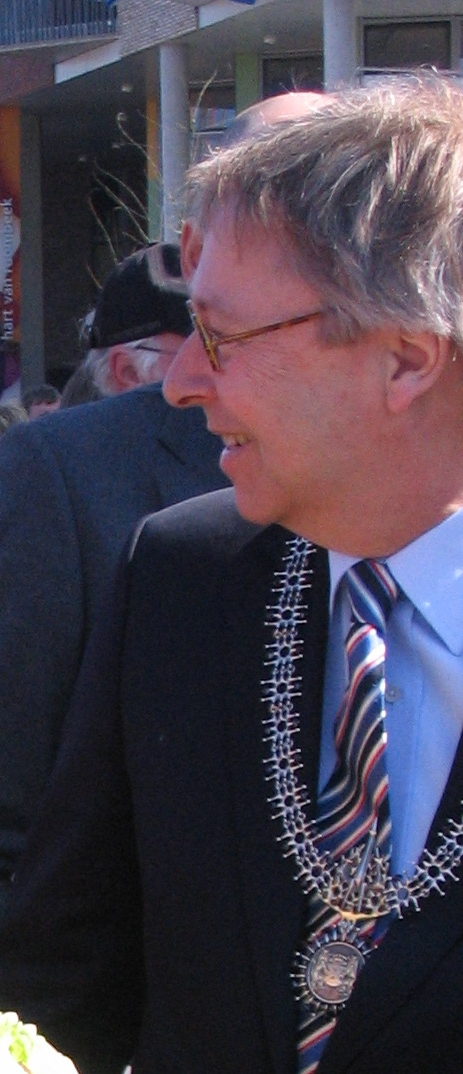
Peter den Oudsten in april 2008

Tijdens zijn bestuursperiode werd onder meer de ‘Agenda van Twente’ ingezet, een ontwikkelingsprogramma van circa tien jaar dat Regio Twente samen met de Twentse gemeenten en de provincie uitvoert. Den Oudsten was tevens korpsbeheerder van de voormalige Politieregio Twente, lid van het dagelijks bestuur van het landelijk korpsbeheerdersberaad en voorzitter van de Veiligheidsregio Twente.

## Burgemeester van Groningen
Op 6 oktober 2014 werd Den Oudsten door de gemeenteraad van Groningen voorgedragen als nieuwe burgemeester van de stad, waar hij op 2 januari 2015 zijn werkzaamheden begon. In het begin van zijn burgemeesterschap in Groningen heeft Den Oudsten zich hard uitgelaten over het jarenlange misleiden van de Groninger bevolking door de rijksoverheid, Minister Kamp en de Nederlandse Aardolie Maatschappij. Volgens Den Oudsten hebben zij jarenlang zoveel mogelijk gas uit de bodem van de provincie gewonnen, zonder daarbij aan de veiligheid van de burgers te denken.
Vanaf 1 januari 2019 was hij waarnemend burgemeester van de nieuwe gemeente Groningen, die ontstaan was uit de samenvoeging van de (voormalige) gemeenten Groningen, Haren en Ten Boer. Op 7 december 2018 had Den Oudsten aangekondigd als waarnemer aan te blijven totdat een nieuwe burgemeester zou zijn gevonden. Dat werd Koen Schuiling, die hem op 30 september 2019 opvolgde. Bij zijn afscheid werd Den Oudsten benoemd tot ereburger van de gemeente Groningen.

## Waarnemend burgemeester van Utrecht
Per 1 juli 2020 werd Den Oudsten benoemd tot waarnemend burgemeester van de gemeente Utrecht na het vertrek van Jan van Zanen. Den Oudsten werd daarmee de 331e burgemeester van Utrecht. Op 10 november 2020 werd Sharon Dijksma door de gemeenteraad van Utrecht aanbevolen als burgemeester van Utrecht. Op 4 december 2020 werd bekendgemaakt dat de ministerraad op voorstel van de minister van Binnenlandse Zaken en Koninkrijksrelaties de voordracht heeft overgenomen zodat Dijksma middels Koninklijk Besluit per 17 december 2020 benoemd kon worden.

## Nevenfuncties
Sinds 1 januari 2020 is Den Oudsten voorzitter van de raad van toezicht van Medisch Spectrum Twente. In deze functie volgde hij Frans van Vught op. Daarnaast is hij sinds 1 januari 2020 voorzitter van de raad van toezicht van Zienn en Het Kopland. Sinds 1 januari 2014 is hij voorzitter van de raad van toezicht van Hogeschool Windesheim. Tevens is hij lid van de raad van toezicht van Herinneringscentrum Kamp Westerbork.
Na de gemeenteraadsverkiezingen van 2022 werd Den Oudsten op 23 maart van dat jaar informateur in Leeuwarden. Op 6 april van dat jaar kwam hij met het advies om een coalitie te vormen van PvdA, GroenLinks, Gemeentebelangen Leeuwarden en het CDA. Op 12 april van dat jaar werd Cora-Yfke Sikkema gevraagd om als formateur een college te vormen uit deze partijen.

## Persoonlijk
Peter den Oudsten is gehuwd en heeft twee kinderen.
- Parlement.com: vla1c2ow7cm5